# Powiat de Tomaszów Mazowiecki
Le powiat de Tomaszów Mazowiecki (en polonais powiat tomaszowski) est un powiat appartenant à la Voïvodie de Łódź dans le centre-sud de la Pologne.

## Division administrative
Le powiat comprend 11 communes :
- 1 commune urbaine : Tomaszów Mazowiecki ;
- 10 communes rurales : Będków, Budziszewice, Czerniewice, Inowłódz, Lubochnia, Rokiciny, Rzeczyca, Tomaszów Mazowiecki, Ujazd et Żelechlinek.